# Ronaldão
Ronaldão, bürgerlich Ronaldo Rodrigues de Jesus und zunächst als Ronaldo bekannt (* 19. Juni 1965 in São Paulo), ist ein ehemaliger brasilianischer Fußballspieler, der als Verteidiger aktiv war. Mit der brasilianischen Fußballnationalmannschaft wurde er 1994 Weltmeister.
Seine Karriere begann er beim brasilianischen Fußballverein FC São Paulo, bei dem er von 1986 bis 1993 spielte. Er beteiligte sich an 85 Spielen und schoss dabei vier Tore. Seine nächste Station war beim japanischen Fußballverein Shimizu S-Pulse für eine Saison von 1994 bis 1995, er bestritt 46 Spiele und schoss drei Tore. In der Saison 1995 bis 1996 ging er zurück nach Brasilien und spielte dort bei 44 Begegnungen im Verein Flamengo Rio de Janeiro und schoss dabei ein Tor. 1997 unterschrieb er einen Vertrag beim FC Santos, nach 38 Spielen und zwei Toren verließ er den Verein noch im selben Jahr. Ein Jahr später ging er zum Verein Coritiba FC, wurde aber in keinem Spiel eingesetzt. Ein Jahr später unterschrieb er einen Vertrag bei seinem letzten Verein AA Ponte Preta, bei dem er 88 Spiele machte, jedoch kein Tor schoss. Im Jahr 2002 beendete er die Karriere. 
Von 1991 bis 1995 trat er für 14 Spiele in der brasilianischen Fußballnationalmannschaft an, für sie schoss er zwei Tore.

## Erfolge
São Paulo
- Campeonato Brasileiro de Futebol: 1986, 1991
- Campeonaro Paulista: 1987, 1989, 1991, 1992
- Copa Libertadores: 1992, 1993
- Weltpokal: 1992, 1993
- Recopa Sudamericana: 1993
- Supercopa Sudamericana: 1993

Flamengo
- Campeonato Carioca: 1996
- Taça Guanabara: 1996
- Taça Rio: 1996
- Copa de Oro Nicolás Leoz: 1996

Santos
- Torneio Rio-São Paulo: 1997

Nationalmannschaft
- Fußball-Weltmeisterschaft: 1994